# Jerihonsko bdjenje
Jerihonsko bdjenje katolička je pobožnost kroz molitvu i klanjanje pred Presvetim Oltarskim Sakramentom, uz čitanja Svetog pisma koja traje sedam dana i sedam noći. 
Prvi koji je započeo jerihonsko bdjenje bio je "apostol svete krunice" poljski redovnik Anatol Kaszczuk (Kaščuk), koji je živio od 1912. do 2005. Organizirao je prvo jerihonsko bdjenje u marijanskom svetištu Jasna Gora u Poljskoj 1979. Mnoštvo sabrano u molitvi izvojevalo je prvu pobjedu, a to je pohod pape Ivana Pavla II. svojoj domovini koje je bilo ozbiljno dovedeno u pitanje.
Jerihon je ime drevnog grada, koji se spominje u Knjizi o Jošui u Bibliji. Jošua je (nakon Mojsija) poveo izabrani narod u Obećanu zemlju i naišao je na veliki otpor utvrđenog grada Jerihona (Jš 6, 1-20). Jošua je slika Isusa koji vodi Crkvu kao novi Izrael u Kraljevstvo nebesko. Jerihonske zidine morale su pasti da bi područje u kojem je vladalo poganstvo i idolopoklonstvo pripalo Gospodinu. Izraelci su sedam dana oko jerihonskih zidina trubili i nosili Kovčeg Saveza tako da se grad na kraju predao (Jš 6,1-20).
Pobožnost jerihonskog bdjenja izraz je zadovoljštine za grijehe, djelo pokore i žrtve te svjedočenje vjere i ljubavi prema Isusu. Obično se održava prije velikih blagdana poput Božića i Uskrsa ili prije važnih događaja.